# Den som dräper
Den som dräper är en dansk kriminalserie för tv från 2011 respektive 2019. 
Serien är huvudsakligen skriven och utvecklad av Elsebeth Egholm och Stefan Jaworski. Andra som bidragit till manuset är Siv Rajendram, Stefan Jaworski, Rikke De Fine Licht och Thorleif Hoppe. Serien handlar om en specialenhet på Köpenhamnspolisen, vilken söker uppklara en rad mord begångna av en seriemördare.
Serien visades av svenska TV4 hösten 2011 respektive 2019.
År 2019 gjordes en ny serie utifrån samma grund med titeln Den som dräper – Mörkret.

## Rollista i urval
- Laura Bach - Katrine Ries Jensen
- Jakob Cedergren - Thomas Schaeffer
- Lars Mikkelsen - Magnus Bisgaard
- Laerke Winther - Mia Vogelsang
- Frederik Meldal Norgaard - Stig Molbeck
- Iben Dorner - Benedicte Schaeffer